# Arvidsjaurs och Arjeplogs tingslag
Arvidsjaurs och Arjeplogs tingslag  var ett tingslag i Norrbottens län i mellersta Lappland. Tingsställen var växelvis i Arjeplog och Arvidsjaur.    
Tingslaget bildades 1942 genom ett samgående av Arvidsjaurs tingslag och Arjeplogs tingslag. Tingslaget upplöstes 1971 och verksamheten överfördes till Piteå tingsrätt.
Tingslaget ingick i Piteå domsaga.

## Socknar
Tingslaget bestod av följande socknar:
- Arvidsjaurs socken
- Arjeplogs socken